# Furcellariaceae
Furcellariaceae, porodica crvenih algi koja pripada redu Gigartinales. Postoji šest priznatih rodova sa 16 vrsta

## Rodovi
1. Furcellaria J.V.Lamouroux
2. Halarachnion Kützing
3. Neurocaulon Zanardini ex Kützing
4. Opuntiella Kylin
5. Perplexiramosus W.A.Nelson & R.D'Archino
6. Turnerella F.Schmitz